# 第三者割当増資
第三者割当増資（だいさんしゃわりあてぞうし）とは、株式会社の資金調達方法の一つであり、概ね、株主であるか否かを問わず、特定の第三者に対して募集株式を割り当てる方法による増資のことである。

## 概説
第三者割当増資は、取引先・取引金融機関・自社の役職員などの縁故者にこの権利を与えることが多いことから、「縁故募集」ともいう。上場会社の場合は、資本提携や事業支援・会社再建のために資金調達を必要とする場合におこなわれることが多い。また、敵対的買収の対象となった会社が、買収会社の持株比率を低下させるべく、防衛策の一環としてホワイト・ナイト（白馬の騎士：対象会社にとって友好的な事業戦略上のパートナー等）に対しておこなう場合もある。

## 既存株主保護の必要性
第三者割当増資は、既存株主にとって、持株比率が低下するうえ、不公正な価格で新株発行等が実施された場合に経済的な不利益を被る恐れもあるので、発行手続きは会社法により、既存株主に配慮した形で詳細に決められている。特に新株を「特に有利な価格」で発行するときは、会社の取締役は株主総会でその理由を開示して特別決議を経る必要がある。

## 取引所の規制
平成21年8月24日、投資家保護の観点から東京証券取引所の有価証券上場規程が改正され、開示事項として「払込金額の算定根拠及びその具体的な内容（当取引所が必要と認める場合は、払込金額が割当先に特に有利でないことに係る適法性に関する監査役又は監査委員会の意見等を含む。）」「希釈化率が25%以上となるとき、又は、支配株主が異動するときは、経営陣から一定程度独立した者による第三者割当の必要性及び相当性に関する意見の入手を行った内容」などが追加された。
その他の取引所も、その後同様の改正を行った。

## 金融庁の規制
企業内容等の開示に関する内閣府令等の一部を改正する内閣府令が、平成21年12月11日に公布・施行され、企業が増資などを行う際に提出する有価証券届出書については、平成22年2月1日から適用される。
これにより、第三者割当増資を行う企業は、有価証券届出書に「発行価格の算定根拠及び発行条件の合理性に関する考え方」や「大規模な第三者割当の必要性」等を記載し、第三者割当増資の合理性や必要性に関する会社の判断について説明することが義務付けられ、その判断に際して、第三者による評価を取得した場合は、その内容を記載することとなった。